# Faule drużyny
Ten artykuł opisuje zagadnienie koszykarskie zgodne z normami FIBA.
Zasady w ligach NBA, NCAA lub innych mogą różnić się od tutaj przedstawionych.

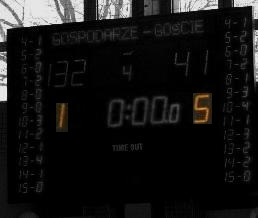
W tym miejscu na tablicy wyników prezentowane są faule drużyny

Faule drużyny – koszykówce określenie oznaczające sumę fauli zawodników podczas danego fragmentu meczu.
Jeśli w jednej kwarcie drużyna popełni 4 faule, każdy kolejny jest karany rzutami wolnymi, zamiast otrzymaniem piłki do wprowadzenia z autu. Faule popełnione w przerwie meczu, są zaliczane jako faule popełnione w kwarcie następującej bezpośrednio po tej przerwie. Faule popełnione w dogrywce, traktowane są jak faule popełnione w IV kwarcie meczu.
Faul osobisty popełniony przez zawodnika drużyny mającej aktualnie żywą piłkę lub mającej prawo do piłki, to taki faul należy ukarać wprowadzeniem piłki z autu przez przeciwnika.
Jeśli drużyna popełniła 5 fauli, na stoliku sędziowskim po stronie bliższej danej drużyny pojawia się marker fauli drużyny.